# 广仁路
廣仁路是中國廣州市越秀區的一條南北走向的道路，位於廣衛路以北，越華路以南。廣仁路全長194米，寬20米。

## 歷史
廣仁路，曾是南越趙佗城的邊界所在。1920年，政府拆城修建馬路，廣仁路因廣州府至社仁坊而得名。在南段，有宋城址，北段則有秦漢碼頭址。

## 特色
廣仁路邻近广州市越秀区人民政府，相隔一个迷你公园(位于广仁路与越华路路口)，同侧有广仁大厦，广州计量检测技术研究院，另一侧为小区，商铺。公交广仁路总站亦在此处。该路段为双向四车道。

## 重要建築
- 廣仁大廈

## 交通
巴士
- 廣衛路站
- 廣仁路站
- 越華路站

地鐵
- 广州地铁1号线2号线 公園前站

均在鄰近廣仁路位置設有出口。